# Hypopyra hampsoni
Hypopyra hampsoni là một loài bướm đêm trong họ Erebidae.